# Уд (окръг, Тексас)
Окръг Уд (на английски: Wood County) е окръг в щата Тексас, Съединени американски щати. Площта му е 1803 km². Според преброяването през 2020 г. населението му е 44 843 души. Административен център е град Куитман. Окръгът е кръстен на Джордж Т. Ууд, губернатор на Тексас от 1847 до 1849 г..

## История
Окръг Ууд е създаден през 1850 г. от част от окръг Ван Занд. 

### Съседни окръзи
- Окръг Хопкинс – север
- Окръг Франклин – североизток
- Окръг Кемп – североизток
- Окръг Ъпшър – изток
- Окръг Смит – юг
- Окръг Ван Занд – югозапад
- Окръг Рейнс – запад

## Известни личности
- Уили Браун, политик от Калифорния, роден в Минеола
- Брайън Хюз, американски адвокат и политик, роден в Куитман
- Боби Рей Инман, адмирал на ВМС на САЩ, завършва гимназия Минеола в Минеола, Тексас
- Рей Прайс, певец/автор на песни; член на Залата на славата на кънтри музиката, роден в Перивил, окръг Уд, Тексас
- Харолд Симънс, американски бизнесмен милиардер, роден в Голдън, окръг Уд, Тексас
- Сиси Спейсик, актриса, носителка на Оскар, родена в Куитман
- Кейси Мъсгрейвс, американска певица и автор на песни, родена в Голдън, окръг Уд, Тексас
- Мак Тък, професионален баскетболист и треньор, роден в Минеола